# Унижението от Кордоба
Унижението от Кордоба (на немски: Die Schmach von Córdoba) наричат в Германия загубата на германския национален отбор по футбол срещу отбора на Австрия с 2:3 по време на световното първенство от 1978 г.
Срещата се е състояла на 21 юни в град Кордоба, Аржентина.
Същото събитие в Австрия е наричано Чудото от Кордоба (Das Wunder von Córdoba).